# Jack Garrick
Pour les articles homonymes, voir Garrick.
Jack Garrick est un ichtyologue néo-zélandais reconnu né en 1928 et mort en 2018. Il est spécialiste des Elasmobranchii et a publié divers livres et articles sur la biologie des raies et des requins. Plusieurs espèces de requins ont été nommées pour la première fois par Jack Garrick, comme Etmopterus baxteri. Garrick était professeur de zoologie à l'Université Victoria de Wellington.